# Wacao
Wacao – miejscowość (plaats) w dystrykcie Bandabou, w kraju autonomicznym Curaçao, należącym do Holandii, w Ameryce Południowej. 20 października 2023 r. liczyła 238 mieszkańców. Leży w północno-wschodniej części wyspy.